# Villanueva de Gormaz
Villanueva de Gormaz es un municipio y localidad española de la provincia de Soria, en la comunidad autónoma de Castilla y León. El término municipal tiene una población de 8 habitantes (INE 2024).

## Geografía
Pequeño pueblo junto al río Caracena, asomado a la llanura desde la cima de una pequeña loma, a un lado de la carretera que une Fresno con Recuerda. En la lejanía se divisa la mole de la fortaleza de Gormaz. Perteneció a la comunidad de villa y tierra de Gormaz.

### Despoblados
- San Cibrián: 3500 m al este, lindando con la divisoria de Recuerda, en torno al Corral de Montebello, se encuentra el despoblado de San Cibrián, del que hay documentación en los archivos de Villa y Tierra. No ha quedado memoria de su nombre original, y hoy es conocido como Valpalomar. Ya estaba despoblado en el siglo XVI por lo que los restos actuales son mínimos. Según la leyenda su abandono fue ocasionado por un ataque de termitas.

## Historia
Perteneció, tras la reconquista, a la Comunidad de Villa y Tierra de Gormaz, y así continuó hasta el siglo XIX, por lo que en todo dependió siempre de la Villa de Gormaz.
En el siglo XVI, hubo un Arca de Misericordia que concedía préstamos en especie, en condiciones beneficiosas, a los que los necesitaban.
En el censo de 1879, ordenado por el conde de Floridablanca, figuraba como lugar del partido de Gormaz en la intendencia de Soria, con jurisdicción de señorío y bajo la autoridad del alcalde pedáneo, nombrado por el conde de Ribadavia. Contaba entonces con 193 habitantes.
A la caída del Antiguo Régimen la localidad se constituye en municipio constitucional en la región de Castilla la Vieja que en el censo de 1842 contaba con 36 hogares y 142 vecinos. A mediados del siglo XIX, el lugar contabilizadas 60 casas. Aparece descrito en el decimosexto volumen del Diccionario geográfico-estadístico-histórico de España y sus posesiones de Ultramar de Pascual Madoz de la siguiente manera:

VILLANUEVA DE GORMAZ: l. con ayunt. en la prov. de Soria (11 leg.), part. jud. del Burgo (3), aud. terr. y c. g. de Burgos (24), dióc. de Osma (3): sit. al pie de un cerro, con clima frio. Tiene 60 casas; la consistorial; escuela de instruccion primaria, frecuentada por 20 alumnos, á cargo de un maestro dotado con 39 fan. de trigo; una fuente de buenas aguas; una igl. parr. (San Pedro Apóstol) servida por un cura y un sacristan. Confina el térm. con los de Vilde, Recuerda, Mosarejos, Perera y Fresno; dentro de él se encuentran varias fuentes y una ermita (el Sto. Cristo). El terreno, bañado por un riach, de curso perenne, es de buena calidad; comprende un monte encinar con muchas yerbas aromáticas, y una deh. de pasto. caminos: los locales, en mediano estado. El correo se recibe y despacha en la cab. del part. prod. cereales, legumbres, miel, cera, leñas de combustible, y buenos pastos con los que se mantiene ganado lanar, vacuno, mular y de cerda; hay caza de perdices, conejos y liebres. ind.: la agrícola y un molino harinero. comercio: esportacion del sobrante de frutos, é importacion de los art. que faltan. pobl.: 36 vec., 142 almas. cap. imp.: 30,300 rs. 28 mrs.
(Madoz, 1850, p. 203)

## Demografía
Cuenta con una población de 8 habitantes (INE 2024).
| Gráfica de evolución demográfica de Villanueva de Gormaz entre 1842 y 2021                                            |
| |
| Población de derecho según los censos de población del INE. Población de hecho según los censos de población del INE. |

## Patrimonio
En la localidad hay una iglesia bajo la advocación de San Pedro Apóstol. Se trata de un sencillo ejemplar del románico rural en cuya portada queda un alfiz de influencias musulmanas. En el municipio también se encuentra la ermita del Santo Cristo.

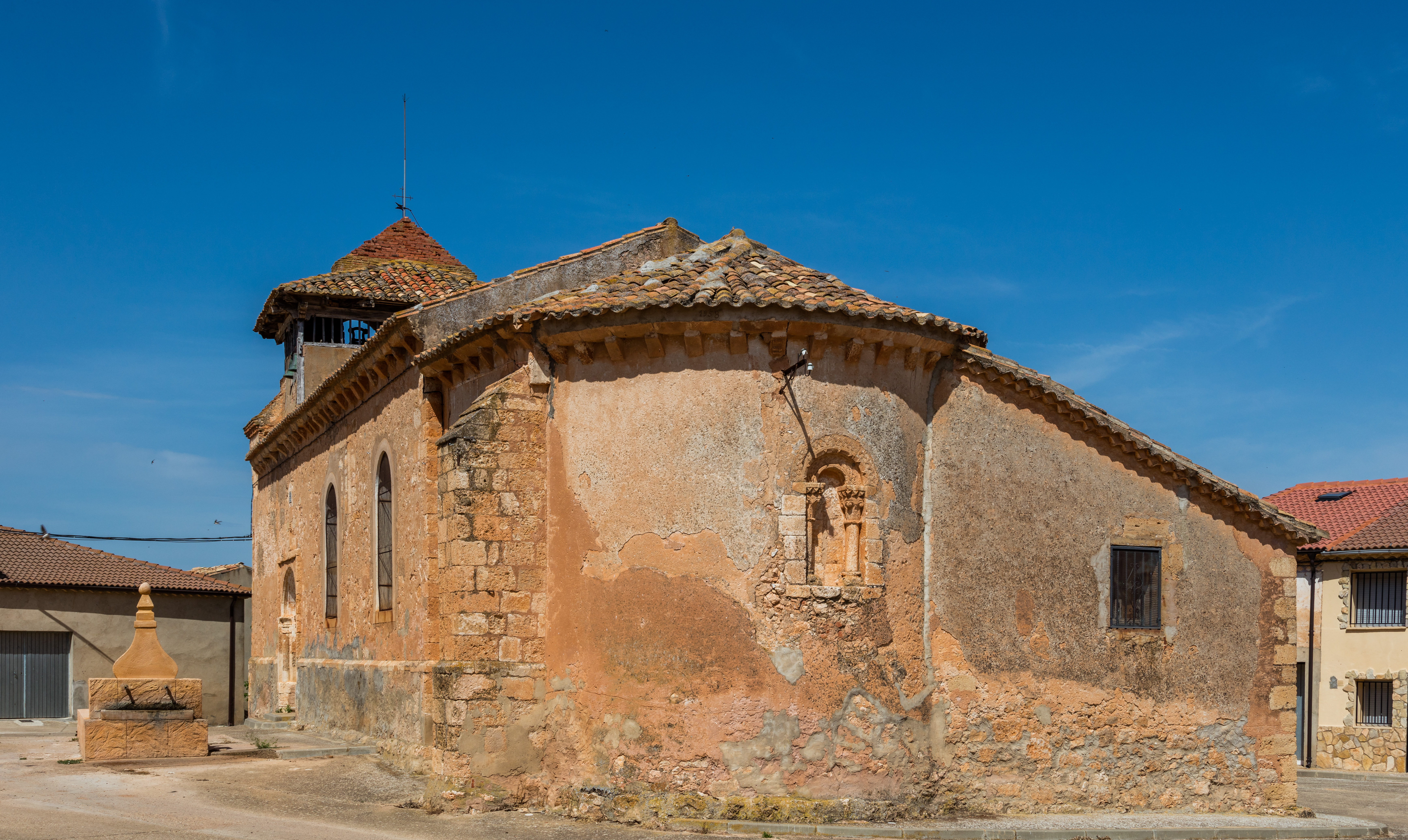
Iglesia de San Pedro
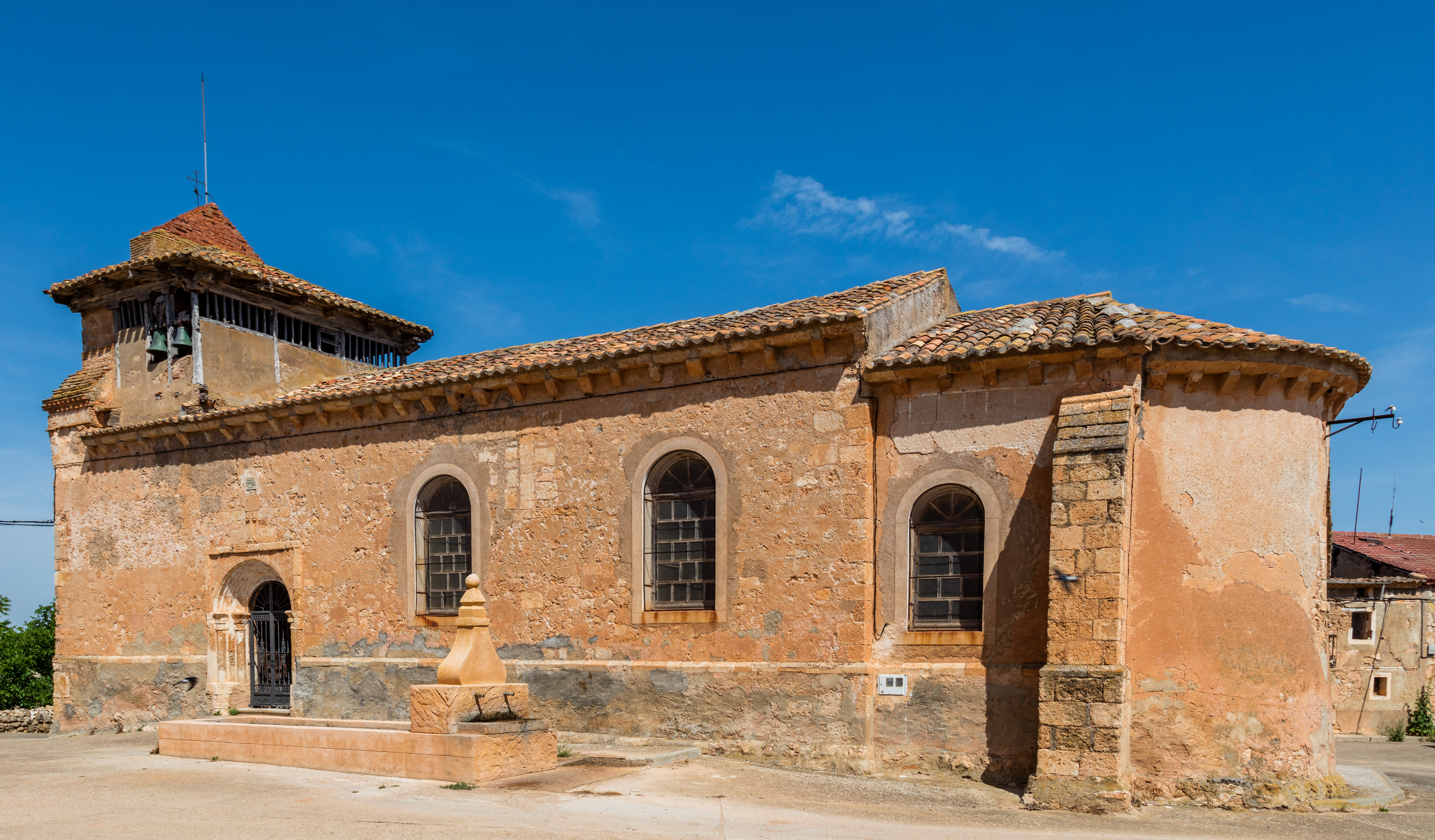
Iglesia de San Pedro
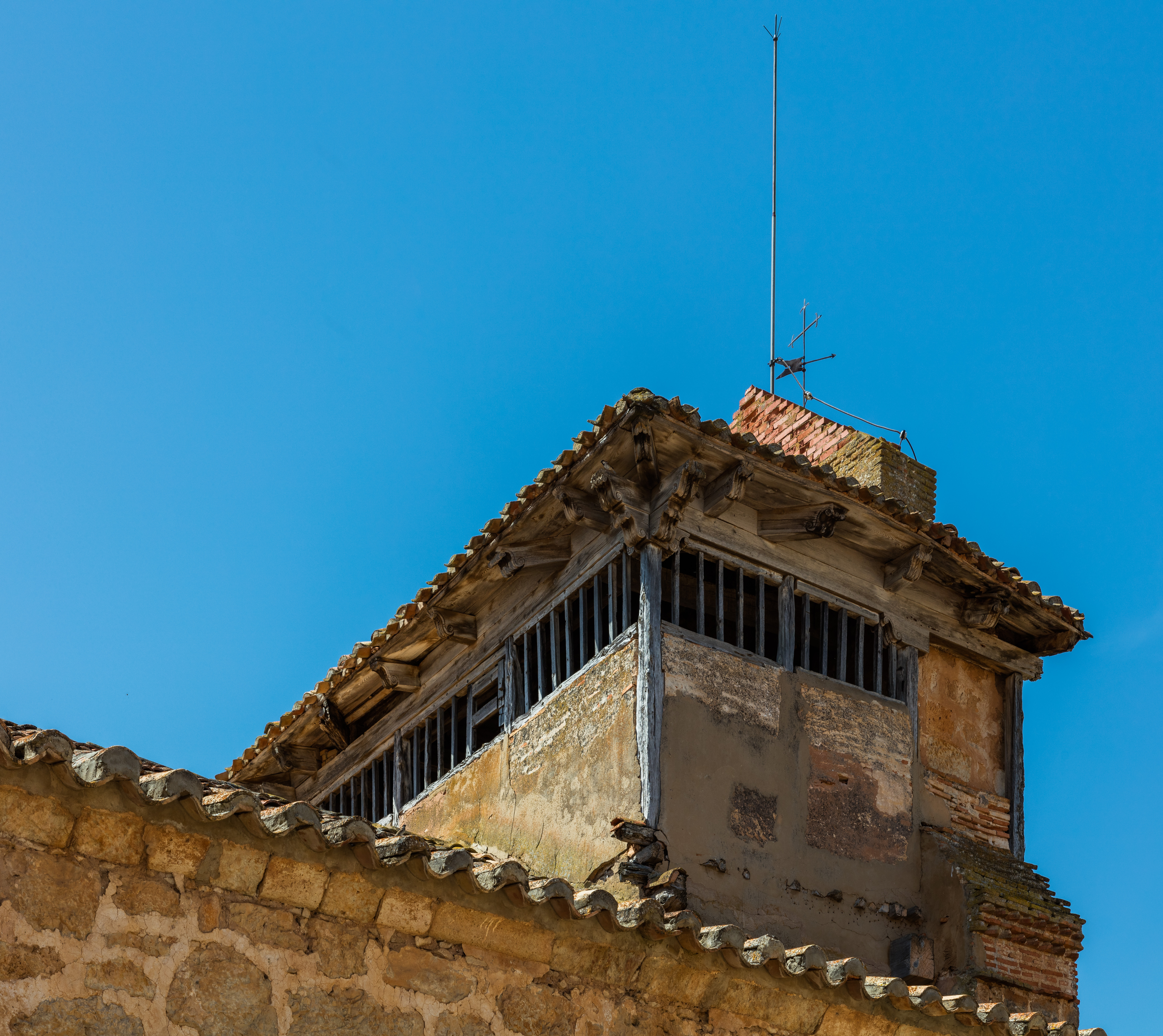
Campanario de la iglesia de San Pedro
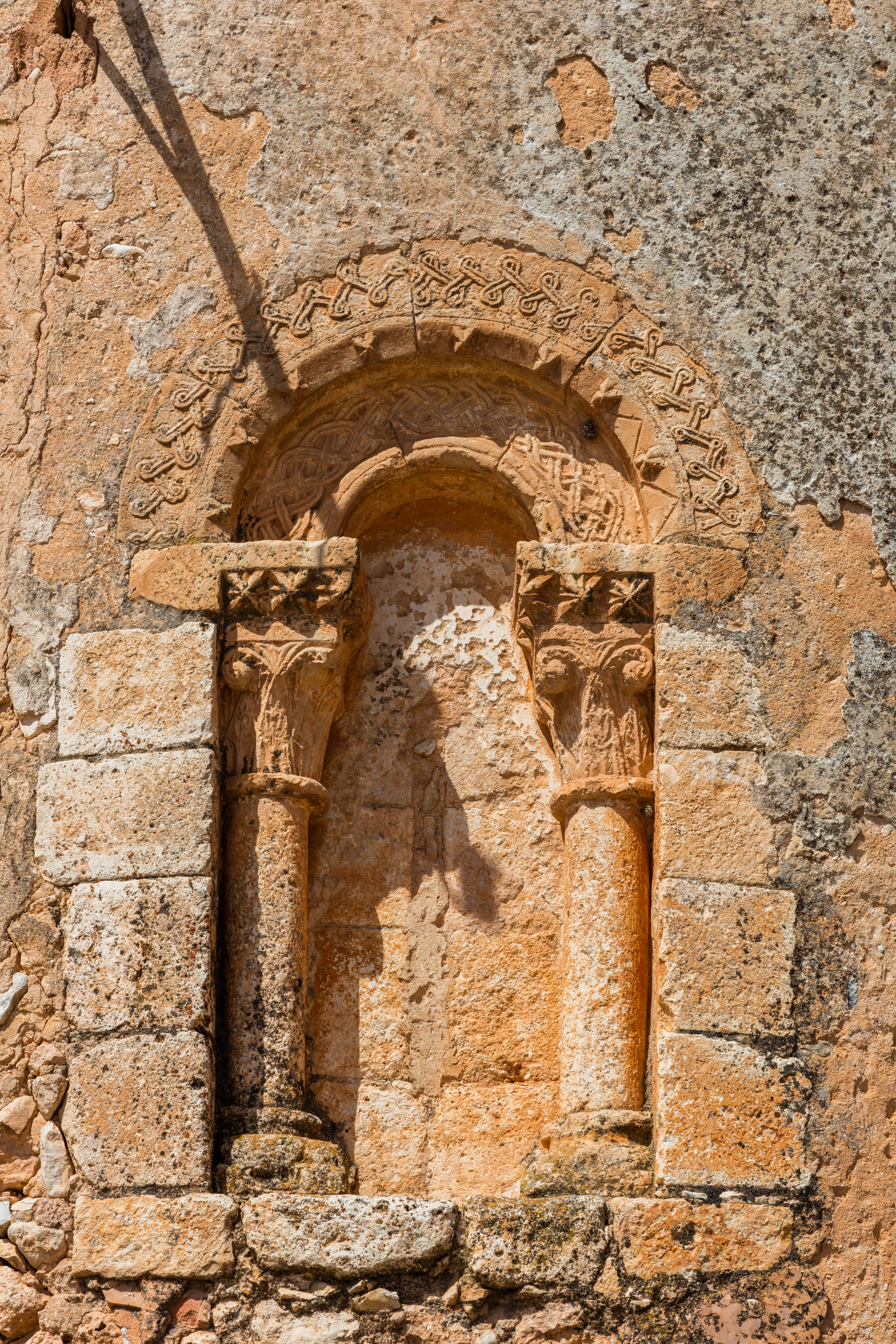
Detalle de una ventana de la iglesia de San Pedro
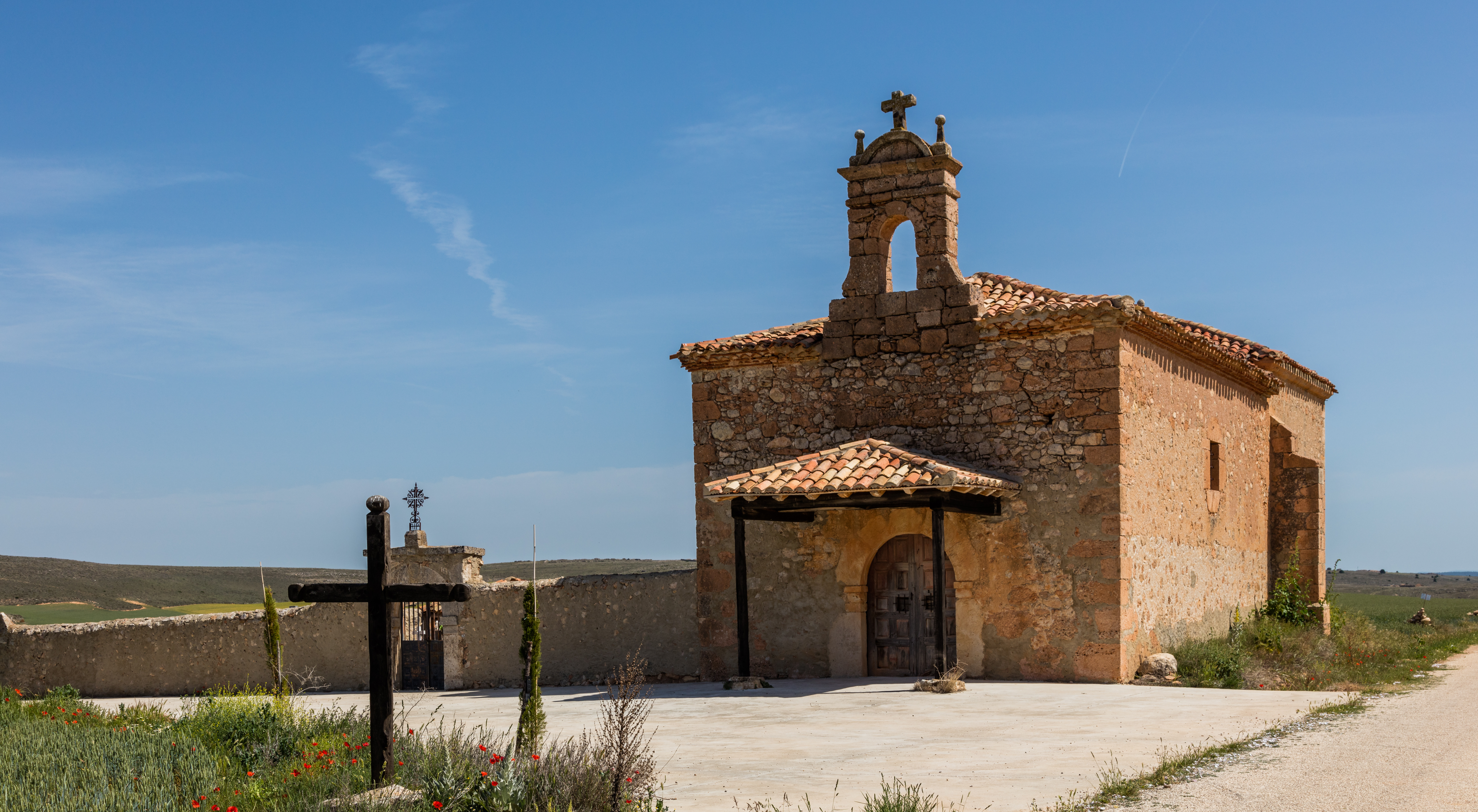
Ermita del Santo Cristo

## Costumbres
Era pueblo vinícola como lo demuestran sus tres lagares, hoy arruinados y las múltiples bodegas excavadas en su subsuelo, que todavía cumplen funciones como lugares de reunión de amigos, ya que la actividad agrícola está en franca decadencia.
En la Semana Santa era nombrada su celebración de Las Tinieblas, que a pesar de la fecha tenían un carácter desenfadado: Mientras el cura y el sacristán cantaban el Miserere en latín, un monaguillo iba apagando las doce velas colocadas cerca del altar en un tenebrario triangular, y al apagar la última, la iglesia quedaba a oscuras, momento en que comenzaba un estruendo de carracas, matracas, palos y pataleos, y los mozos aprovechaban para clavar las faldas de las chicas en los bancos o cosas por el estilo, provocando el consiguiente jolgorio al volver la luz. Esta tradición, perdida como tantas, se celebraba en muchos pueblos castellanos, en algunos varias veces. Hay noticias de que tenía lugar en El Cubo de la Solana, Peñalba de San Esteban, Velilla de San Esteban, Alcubilla del Marqués, Romanillos de Medina, Cidones, Los Rábanos, Tardelcuende, Castillejo de Robledo y Suellacabras (web de Ángel Almazán)